# 가나메타촌
가나메타촌(要田村)은 후쿠시마현 다무라군에 설치되었던 촌이다. 1955년 4월 1일 가나메타촌 및 미하루정, 오기사와촌, 나카사토촌, 사와이시촌, 나카쓰마촌 등 6개 정·촌이 합병하여 미하루정이 신설되고 폐지되었다.

## 지리
타무라시(구 후나비키정)의 서부 및 미하루정의 동부가 가나메타촌이 있던 곳이다.
촌역은 아부쿠마 고지에 위치하고, 산지가 많다.

## 역사
- 1889년 4월 1일 - 정촌제 시행에 의해, 구마이촌·사사야마촌·아라와다촌·미나미나리타촌·기타나리타촌이 합병해 다무라군 가나메다촌이 발족.
- 1955년 4월 1일 - 가나메타촌 및 미하루정, 오기사와촌, 나카사토촌, 사와이시촌, 나카쓰마촌 등 6개 정·촌이 합병하여 미하루정이 신설되고, 가나메타촌 등은 폐지되었다.